# Петруша Григорій Іванович
Григорій Іванович Петруша (21 листопада 1899, село Боромля Харківської губернії, тепер Тростянецького району Сумської області — ?) — український радянський господарський діяч, міністр текстильної промисловості Української РСР. Депутат Верховної Ради УРСР 2-го скликання.

## Біографія
Народився у родині селянина-бідняка. Закінчив три класи сільської школи. Із тринадцятирічного віку працював у поміщика в Харківській губернії на різних сільськогосподарських роботах. У 1916—1917 роках — робітник сірникової фабрики у Новгородській губернії.
У 1917—1918 роках — на допоміжних роботах при Боромлянському революційному комітеті (ревкомі) Харківської губернії. У 1918 році був заарештований німецькою окупаційною владою, ув'язнений до початку 1919 року в Охтирській тюрмі.
Член РКП(б) з травня 1919 року.
У травні 1919 року добровільно вступив до Червоної армії. Брав участь у боях із військами російського білого генерала Денікіна. У 1920 році закінчив курси військових комісарів (воєнкомів) при Політичному відділі Південно-Західного фронту. Працював військовим агітатором у Червоній армії та в органах надзвичайної комісії (ЧК).
З травня 1921 року — в Катеринославському губернському ЧК—ДПУ (Державному політичному управлінні). Потім працював у органах ДПУ Харківської губернії. У 1924 році демобілізувався із Червоної армії.
У травні 1924 — 1929 року — керівник Південкавторгу у місті Харкові; голова правління Коопхімкомбінату; директор Вовчанської ткацької фабрики на Харківщині. З 1929 року навчався на підготовчих курсах Ленінградського текстильного інституту.
У 1935 році закінчив Ленінградський текстильний інститут.
У 1935—1940 роках — майстер, змінний інженер, начальник цеху, начальник виробництва, головний інженер, заступник директора Ленінградського текстильного комбінату імені Ногіна. У 1940 — квітні 1941 року — директор Ленінградської фабрики імені Желябова.
З квітня 1941 року — народний комісар (міністр) текстильної промисловості Української РСР.
Під час німецько-радянської війни у 1941 році був призваний до лав Червоної армії, потім відкликаний на керівну господарську роботу. Очолював будівництво текстильної фабрики в місті Чимкенті Казахської РСР. У квітні 1943 року повернувся в Українську РСР, де з листопада 1943 року знову очолив Народний комісаріат (Міністерство) текстильної промисловості УРСР.
У листопаді 1943 — 31 січня 1949 року — народний комісар (міністр) текстильної промисловості Української РСР.
У лютому 1949 — липні 1950 року — заступник міністра легкої промисловості Української РСР. Знятий з посади «за незадовільне керівництво текстильною галуззю промисловості та використання службового становища».
На 1956 рік — директор Київського шовкового комбінату.

## Звання
- технік-інтендант 1-го рангу

## Нагороди
- орден «Знак Пошани»
- медаль «За перемогу над Німеччиною у Великій Вітчизняній війні 1941—1945 рр.»
- медалі